# Takumi Sasaki
Takumi Sasaki (jap. 佐々木 匠, Sasaki Takumi; * 3. März 1998 in Sendai, Präfektur Miyagi) ist ein japanischer Fußballspieler. 

## Karriere

### Verein
Takumi Sasaki erlernte das Fußballspielen in der Jugendmannschaft von Vegalta Sendai. Hier unterschrieb er 2016 auch seinen ersten Profivertrag. Der Verein aus Sendai spielte in der höchsten Liga des Landes, der J1 League. Von September 2017 bis Januar 2018 wurde er an den Zweitligisten Tokushima Vortis nach Tokushima ausgeliehen. Für Tokushima absolvierte er zwei Zweitligaspiele. Direkt im Anschluss lieh in der Zweitligist Kamatamare Sanuki aus Takamatsu aus. 40-mal trug er das Trikot von Kamatamare in der zweiten Liga. Von Takamatsu ging es direkt nach Yamaguchi, wo er auf Leihbasis beim Renofa Yamaguchi FC die Saison 2019 spielte. Anfang 2020 kehrte er zu Sendai zurück. Am Saisonende 2021 belegte er mit Sendai den neunzehnten Tabellenplatz und musste in zweite Liga absteigen. Nach dem Abstieg verließ er den Verein und schloss sich dem Drittligisten Ehime FC an. Am Ende der Saison 2023 feierte er mit Ehime die Meisterschaft der Liga sowie den Aufstieg in die zweite Liga. Nachdem Aufstieg verließ der den Verein. Im März 2024 ging er nach Malaysia. Hier schloss er sich dem Erstligisten Negeri Sembilan FC an.

### Nationalmannschaft
Von 2013 bis 2017 absolvierte Sasaki insgesamt 14 Partien für diverse japanische Jugendnationalmannschaften und erzielte dabei einen Treffer. Diesen erzielte er für die U-16-Auswahl während der Asienmeisterschaft 2014 in Thailand im Gruppenspiel gegen Australien (2:4).

## Erfolge
Ehime FC
- Japanischer Drittligameister: 2023  ▲